# Groot (Universo cinematográfico de Marvel)
Groot es el nombre de dos personajes ficticios interpretado en voz por Vin Diesel y retratados mediante captura de movimiento por Diesel, Krystian Godlewski, Sean Gunn, James Gunn y Terry Notary, en el Universo cinematográfico de Marvel (MCU), basada en el personaje de Marvel Comics del mismo nombre. Ambos Groots se representan como humanoides con forma de árbol, siendo el original el asociado del cazarrecompensas Rocket y el segundo convirtiéndose en su hijo adoptivo. Ambos son miembros de los Guardianes de la Galaxia.
En marzo de 2017, James Gunn confirmó que el personaje Baby Groot que presentó al final de Guardians of the Galaxy (2014) tras la muerte del Groot original y adoptado por Rocket como su hijo, es un personaje diferente del primer Groot, que no tiene su origen biológico ni recuerdos del padre.
Hasta 2023, el original Groot apareció en una película, mientras que el segundo Groot apareció en 5 películas, el especial televisivo The Guardians of the Galaxy Holiday Special y la serie animada de cortos I Am Groot (2022), ambas lanzadas en Disney +. Regresara en Guardianes de la Galaxia Vol. 3. (2023).

## Concepción y creación

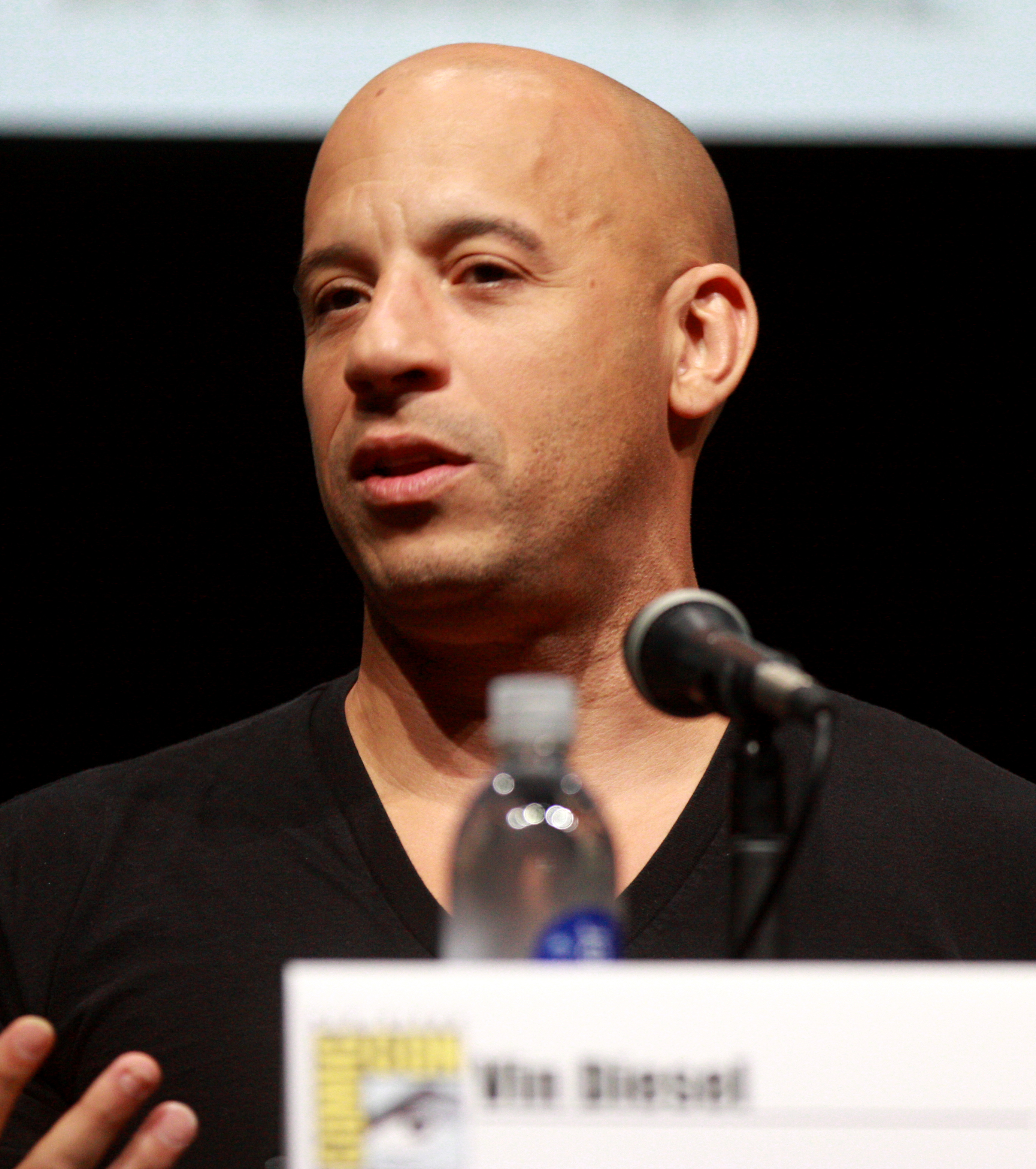
Vin Diesel en el San Diego Comic Con International 2013 en San Diego, California.

Groot apareció por primera vez en Tales to Astonish #13 (noviembre de 1960), y fue creado por Stan Lee, Larry Lieber y Jack Kirby. "Groot" es la palabra holandesa para "grande", posiblemente refiriéndose a su estatura y capacidad para crecer en tamaño. Apareció nuevamente en The Incredible Hulk Annual # 5 (octubre de 1976), junto con otros cinco monstruos de los cómics de terror de antología de Marvel de finales de la década de 1950 y principios de la de 1960. En The Sensational Spider-Man #−1 (julio de 1997), Groot apareció en una pesadilla del joven Peter Parker. Groot reapareció en 2006 en la serie limitada de seis números Nick Fury's Howling Commandos y apareció en Annihilation: Conquest y Annihilation: Conquest – Serie limitada de Star-Lord. Groot se unió a los Guardianes de la Galaxia en la serie del mismo nombre y siguió siendo un elemento fijo del título hasta su cancelación con el número 25 en 2010.
El presidente de Marvel Studios, Kevin Feige, mencionó por primera vez a Guardianes de la Galaxia como una posible película en la Comic-Con International de San Diego de 2010, afirmando: "También hay algunos títulos oscuros, como Guardianes de la Galaxia. Creo que se han renovado recientemente de una manera divertida en el libro [de historietas]". Feige reiteró ese sentimiento en una edición de septiembre de 2011 de Entertainment Weekly, diciendo: "Existe la oportunidad de hacer una gran epopeya espacial, a la que Thor insinúa, en el lado cósmico" del Universo Cinematográfico de Marvel. Feige agregó que, si se hiciera la película, presentaría un conjunto de personajes, similar a X-Men y The Avengers. Feige anunció que la película estaba en desarrollo activo en la Comic-Con International de San Diego de 2012 durante el panel de Marvel Studios, con una fecha de estreno prevista para el 1 de agosto de 2014. Dijo que el equipo titular de la película estaría formado por los personajes Star-Lord, Drax el Destructor, Gamora, Groot y Rocket.
En septiembre de 2013, Vin Diesel declaró que le daría la voz a Groot, aunque Marvel no confirmó la participación de Diesel en la película en ese momento.

## Biografía del personaje ficticio

### Groot adulto

#### Guardián de la galaxia
Groot, un ser sensible parecido a un árbol, se asocia con el mercenario Rocket, un mapache mejorado cibernéticamente. En 2014, en el planeta Xandar, ven a Peter Quill luchando contra Gamora por la posesión del Orbe, un valioso objeto que más tarde descubren que contiene la Gema del Poder. Rocket y Groot interfieren en su pelea, mientras intentan capturar a Quill por la recompensa que ya le han puesto a su cabeza. Los cuatro son capturados por los Nova Corps y enviados a Kyln, una prisión espacial. Rocket diseña un intrincado plan para escapar del Kyln, que involucra una batería extraída de un dispositivo en lo alto de la pared como último paso debido a su conexión a una alarma. Sin embargo, Groot, inocentemente con la intención de ayudar, se extiende a una gran altura y toma el dispositivo, disparando las alarmas y obligando al resto a acelerar el plan. Escapan junto con el preso de Kyln, Drax, quien busca venganza por la muerte de su familia, y los cinco se convierten en los Guardianes de la Galaxia. Viajan a Knowhere para vender la gema, donde Rocket y Drax tienen una acalorada discusión que resulta en una pelea de bar entre Drax y Groot. Después de que Drax, borracho, llama a su poderoso enemigo Ronan para que lo enfrente, Ronan llega y vence fácilmente a Drax robándoles la Gema del Poder, arrojando a Drax a una tina de líquido cefalorraquídeo de las operaciones mineras en Knowhere. Groot rescata a Drax de ahogarse, y mientras Rocket quiere huir, Groot y la disculpa de Drax lo convencen para rescatar a Quill y Gamora y ayudar a salvar a Xandar del ataque de Ronan.

#### Muerte y nacimiento de hijo
Mientras Groot y los Guardianes luchan contra Ronan el Acusador a bordo del Dark Aster, Rocket estrella una nave de los Devastadores (Ravager, en idioma original) a través de la sala de control del Dark Aster, provocando un aterrizaje forzoso en Xandar. Antes del impacto, Groot se sacrifica para proteger a Rocket y a los demás extendiendo su cuerpo para formar un capullo, recibiendo la peor parte del impacto. En Xandar, los Guardianes restantes pueden recuperar el control de la gema y destruir a Ronan. Rocket planta un retoño tomado del cuerpo disperso de Groot, que se convierte en un bebé de su especie, a quien Rocket llama Groot en honor a su padre biológico.

### Groot II

#### Nacimiento y enfrentando a Ego
Después de la muerte de su padre, "Baby Groot" crece a partir de un retoño cortado de él en una maceta, y Rocket lo cría como su hijo en el barco de Peter Quill como miembro de los Guardianes de la Galaxia. Groot desarrolla un amor por la música y los bailes mientras escucha la música de Quill. Algún tiempo después, Baby Groot lucha por dar sus primeros pasos cuando su olla se rompe.
Dos meses después, los Soberanos contratan a los Guardianes de la Galaxia para proteger sus valiosas baterías de un monstruo interdimensional. Baby Groot los acompaña, pero en lugar de luchar contra el monstruo, se pelea con reptiles parecidos a ratas en el área. Sobrevive a un ataque de los Soberanos después que Rocket roba algunas baterías y cuando el padre de Quill, Ego, se revela a los Guardianes, se separan para que Quill, Gamora y Drax puedan ir con Ego a su planeta mientras Rocket y Groot se quedan atrás para observar a Nebula, que estaba siendo llevada para reclamar su recompensa y reparar la nave. Sin embargo, los Devastadores, por orden de la líder de los Soberanos Ayesha, llegan en busca de Quill y después de una pelea, capturan a Rocket y Groot y liberan a Nébula. Los Devastadores se amotinan contra su líder, Yondu, y maltratan a Groot, con un Devastador echándole bebidas encima y pisoteándolo. Después de que los Devastadores se quedan dormidos, Rocket y Yondu planean su escape, y Groot intenta encontrar la aleta de Yondu. Finalmente, Groot mata al Devastador que lo había atormentado y destruyen la mayor parte de la nave Devastador, excepto un cuadrante, en el que viajan al planeta de Ego. Descubren que Ego es un planeta viviente malvado que intenta dominar el universo, siendo la razón por la cual Yondu no entregó a Quill cuando lo contrató. Quill mantiene a Ego ocupado en combate con sus nuevos poderes celestiales hasta que Rocket es capaz de montar una bomba, que Baby Groot coloca en el cerebro de Ego.

#### Desventuras en el espacio
Baby Groot se encontró con la especie alienígena Grunds, que cree que él es su héroe cuando Groot se tira un gas con una hoja. Cuando Groot regresa de recuperar hojas adicionales, accidentalmente pisa a los Grunds. También se encuentra con Iwua, un extraterrestre que cambia de espacio y se hace pasar por él en un baile, pero Groot lo mata abriendo la esclusa de aire. Algún tiempo después, Groot se baña y usa sus hojas para formar múltiples "disfraces", y despelleja a una criatura pájaro ardilla que se burló de él. Baby Groot se dispone a recuperar herramientas para pintar a los Guardianes de la Galaxia; que le muestra a Rocket, a quien salva de una explosión.

#### Infinity War y resurrección
En 2018, Groot, ya siendo un adolescente mayor y adicto a los videojuegos, y el resto de los Guardianes responden a una señal de socorro y terminan rescatando a Thor, que flota en el espacio entre los restos del Statesman. Thor les cuenta el plan de Thanos para obtener las Gemas del Infinito, y los Guardianes se separan, Rocket y Groot acompañan a Thor a Nidavellir para crear una nueva arma. Encuentran un Nidavellir abandonado y conocen al rey enano Eitri. Los cuatro trabajan juntos para crear el Stormbreaker (Rompetormentas, en español), un hacha poderosa que también le otorga a Thor el poder del Bifröst. Thor está al borde de la muerte por la tensión de crear el arma y la exposición al calor, y Groot usa su propio brazo como mango para terminar el hacha y curar a Thor. Thor se transporta a sí mismo, a Rocket y a Groot a Wakanda en la Tierra a través del Bifröst para ayudar a los Vengadores y al ejército de Wakanda en la batalla contra los Outriders. A pesar de quedar gravemente herido, Thanos puede activar su Guantelete, chasquear los dedos y teletransportarse. Rocket observa impotente cómo Groot se disuelve en polvo junto con la mitad de todos los seres vivos del universo. Groot pronunció un último "Yo Soy Groot", que el director James Gunn reveló traducido como ". . . ¿Papá?" mientras miraba a Rocket en busca de ayuda.
En 2023, después de que los Vengadores sobrevivientes viajen en el tiempo para obtener versiones pasadas de las gemas para resucitar a quienes habían sido víctimas del Blip, Groot se restaura y se reúne con Rocket para luchar contra las fuerzas de una versión alternativa de 2014 de Thanos. Más tarde, Groot y los miembros restaurados de los Guardianes de la Galaxia asisten al funeral de Tony Stark, quien había sacrificado su vida para detener a Thanos. Groot y el resto de los Guardianes, acompañados por Thor, luego regresan al espacio.

#### Más Aventuras en el espacio
Los Guardianes regresaron a sus aventuras en el espacio. En Indigarr, el equipo se entera de las llamadas de socorro mientras los dioses estaban siendo asesinados, y se separaron de Thor para responder a varias llamadas de socorro en toda la galaxia.
Unos meses después, los Guardianes compran Knowhere y se les une Cosmo el perro espacial. Groot, ahora corpulento y más grande, ayuda a reconstruirlo tras el ataque al que se había enfrentado. Más tarde ese año, se une a las celebraciones navideñas de Mantis para Quill. Rocket y Cosmo lo visten para reflejar un árbol de Navidad, pero baja los brazos, lo que los frustra.

#### Salvando a Rocket y formando los nuevos Guardianes
En 2026, después de que Knowhere se reconstruye, Groot lleva a Quill borracho a la cama. Luego pelea con Adam Warlock después de que los ataca para recuperar a Rocket. Después de que Rocket resulta herido, se une al equipo en su nueva nave para encontrar recursos para salvar a Rocket. Su nave es detenida por los Devastadores y una Gamora alternativa se une a ellos llevándolos a Orgocorp. El se queda con Rocket en la nave antes de que se le asigne la tarea de recoger al equipo. Luego viajan a la Contra-Tierra y junto a Quill, se enfrentan al Alto Evolucionador, antes de entablar una pelea con sus hombres. Él y Quill escapan y son recogidos por Gamora, donde presencian la línea de muerte de Rocket, antes de que Quill lo resucite. Luego se reúnen con Nebula, Mantis y Drax y ayudan a liberar a los cautivos del Alto Evolucionador. El equipo regresa a la nave y ayuda a Rocket a derrotar al Alto Evolucionador antes de escapar a Knowhere. Quill convoca una reunión y le da a Rocket el título de Capitán, mientras que la mayoría del equipo se va. Antes de que Quill y Mantis se vayan, Groot dice "Los amo, muchachos", siendo esta la primera vez que el público lo entiende.
Groot se queda en el equipo con Rocket, Cosmo y Obfonteri, mientras que Warlock y Phylla se unen a él. Crece aún más, se vuelve enorme y acompaña al equipo a Kyrlor.

## Versiones alternativas
Aparecen versiones alternativas de Groot en What If...?, con la voz de Fred Tatasciore.

### Super Nova Nebula
En un universo alternativo, Groot trabaja en el casino de Howard el pato en Xandar. El se une a Howard, Korg y Miek para ayudar a Nebula a prevenir una invasión y acabar con los líderes corruptos de Nova Corps.

### Muerto por incursión
En un año alternativo de 1602, Groot era dueño de una bodega llamada Groot Groves y Thor era un cliente. Sin embargo, él fue asesinado por Tears en el universo debido a la incursión.

## Caracterización

### Groot adulto
Groot se presenta por primera vez como el compañero de Rocket en la película Guardianes de la Galaxia. Tiene un vocabulario limitado, usando solo su eslogan popular "I am Groot" (Yo Soy Groot, en español), aunque luego logró decir la frase "Somos Groot" antes de sacrificar su vida por los Guardianes de la Galaxia en la batalla con Ronan por una piedra infinita. Otras características de Groot incluyen la capacidad de hacer crecer sus ramas en altura, longitud y circunferencia (asimilando brazos y piernas), enredaderas, flores y producción de semillas luminiscentes.
En la sinopsis oficial de la película, es descrito como Un humanoide con forma de árbol, es el cómplice de Rocket. Diesel declaró que proporcionó la voz y la captura de movimiento para Groot, después de haber estado originalmente en conversaciones para protagonizar una nueva película de la Fase Tres de Marvel. Diesel también proporcionó la voz de Groot para varios lanzamientos de la película en idiomas extranjeros. Krystian Godlewski interpretó al personaje en el set, aunque su actuación no se utilizó en el CGI del personaje final. Sobre el personaje, que Gunn basó en su perro, Gunn dijo: "Todos los Guardianes comienzan la película como bastardos, excepto Groot. Es un inocente. Es cien por ciento letal y cien por ciento dulce. Está atrapado en la vida de Rocket, de verdad". Gunn agregó que el diseño y el movimiento de Groot tomó "la mayor parte de un año" para crear. Gunn agregó: "La forma en que Vin Diesel dice: 'Soy Groot', me sorprende. Todos los 'I am Groots' que eran voces anteriores no sonaban muy bien en absoluto. . . Vin llegó y en un día grabó todos estos temas de 'I am Groot' y es un perfeccionista. Me hizo explicarle con siempre [sic]   'Soy Groot', exactamente lo que estaba diciendo... Fue asombroso cuando pusimos esa voz allí por primera vez, cuánto cambió el personaje y cuánto influyó en él". Con respecto a las palabras limitadas utilizadas por Groot, Diesel dijo que en muchos sentidos esto fue "... lo más desafiante para pedirle a un actor que haga". Diesel encontró una nota emocional en su actuación, invocando la muerte de su amigo y coprotagonista de Fast & Furious, Paul Walker, diciendo: "Esto fue en diciembre [2013], y la primera vez que volví a tratar con seres humanos después de tratar con la muerte, así que interpretar a un personaje que celebra la vida como lo hace Groot fue muy agradable". Se ven las habilidades de cambio de forma y tamaño de Groot, y Gunn afirma que tiene la capacidad de crecer en la película.
El Groot maduro parece ser casi indestructible, como se ve cuando le cortan las extremidades y por su capacidad para engrosar sus ramas en una masa protectora impenetrable por las balas. Sirve como amigo, escudo y protector de Rocket y sus compañeros Guardianes.

### Groot joven
Después de la muerte de Groot adulto en el accidente de la nave espacial de Ronan, Rocket recuperó y plantó pedazos de sus ramas en una maceta que se convirtió en su hijo, Baby Groot, a quien Rocket cría y luego se lo ve como un Groot adolescente. El personaje comenzó a crecer desde un retoño al final de la primera película, y James Gunn tenía la intención de que creciera por completo en la secuela. Gunn finalmente decidió mantenerlo como "Baby Groot", que fue una de las razones por las que la película se desarrolla solo unos meses después de la primera. Gunn describió a Baby Groot como el hijo de Groot de la primera película, con Diesel explicando que "vamos a ver a este tonto y adorable bebé Groot [simplemente] aprendiendo sobre la marcha". El maestro de utilería Russell Bobbitt creó un modelo a escala 1:1 del 10 pulgadas (25,4 cm) Baby Groot para filmar, para usar como referencia de iluminación y, a veces, como títere para que los actores interactúen. Como Groot solo se comunica con la frase "Soy Groot" en diferentes inflexiones, Gunn creó una "Versión Groot" del guion para él y Diesel, que contiene cada una de las líneas de Groot en inglés. Diesel usó un registro más alto de su voz para Baby Groot, que se elevó entre siete y nueve semitonos según la toma. También entregó líneas lentamente para evitar problemas de estiramiento de tiempo. Diesel grabó la voz de Groot durante dieciséis lanzamientos de la película en idiomas extranjeros (frente a seis en la primera película). Sean Gunn proporcionó una referencia en el set para el adolescente Groot en la secuencia posterior al crédito.

## Recepción
Jacob Stolworthy de The Independent elogió al personaje y opinó que Groot era "una de las mejores cosas de la primera película de Guardianes de la Galaxia, y su camaradería con Rocket Raccoon [fue] lo más destacado". Sin embargo, Stolworthy también criticó la representación posterior del personaje como un bebé como "extremadamente molesto". Mientras tanto, Peter Bradshaw de The Guardian elogió al personaje, comparando a Groot con "una enorme criatura tolkieniana".
Tras el estreno de Guardians of the Galaxy, Vin Diesel y Bradley Cooper, quien da voz a Rocket, fueron nominados en la categoría de "Mejor dúo" en los MTV Movie Awards 2015 . El personaje también ha sido objeto de numerosos memes en las redes sociales. Los medios de comunicación expresaron su entusiasmo al ver al Groot más grande y voluminoso que apareció en The Guardians of the Galaxy Holiday Special .

## En otros medios
Vin Diesel repite su papel de Baby Groot en la película de 2018 Ralph Breaks the Internet. Se le ve en el mundo Oh My Disney de Internet respondiendo preguntas de los fanáticos, incluida su posible conexión con Yggdrasil, su relación con Drax y qué tipo de árbol es. Sin embargo, al igual que con su vocabulario, la única respuesta que puede dar es "Yo Soy Groot".